# Lost in a Dream
| Recensione              | Giudizio      |
| ----------------------- | ------------- |
| AllMusic                | [ 1 ]         |
| Sputnikmusic            | 2.3 (Average) |
| Dizionario del Pop-Rock | [ 3 ]         |

Lost in a Dream è il quarto album discografico della rock band statunitense REO Speedwagon, pubblicato dalla casa discografica Epic Records nel novembre del 1974.

## Tracce
Lato A
1. Give Me a Ride (Roller Coaster) – 3:50 (Mike Murphy)
2. Throw the Chains Away – 2:22 (Gary Richrath)
3. Sky Blues – 3:20 (Neal Doughty)
4. You Can Fly – 4:12 (Mike Murphy)
5. Lost in a Dream – 6:32 (Mike Murphy, Bruce Hall)

Lato B
1. Down by the Dam – 4:35 (Gary Richrath)
2. Do Your Best – 3:22 (Mike Murphy)
3. Wild as the Western Wind – 4:03 (Gary Richrath)
4. They're on the Road – 3:39 (Gary Richrath)
5. I'm Feeling Good – 3:05 (Neal Doughty, Mike Murphy)

## Musicisti
Give Me a Ride (Roller Coaster)
- Mike Murphy - voce solista, chitarra
- Gary Richrath - chitarra, chitarra acustica
- Neal Doughty - pianoforte
- Gregg Philbin - basso
- Alan Gratzer - batteria

Throw the Chains Away
- Mike Murphy - voce solista
- Gary Richrath - chitarra
- Neal Doughty - pianoforte
- Gregg Philbin - basso
- Alan Gratzer - batteria

Sky Blues
- Mike Murphy - voce solista, chitarra
- Gary Richrath - chitarra
- Neal Doughty - pianoforte
- Gregg Philbin - basso, accompagnamento vocale
- Alan Gratzer - batteria, accompagnamento vocale

You Can Fly
- Mike Murphy - voce solista
- Gary Richrath - chitarra
- Neal Doughty - organo, sintetizzatore
- Sly Stone - basso, pianoforte, chitarra
- Alan Gratzer - batteria

Lost in a Dream
- Mike Murphy - voce solista, chitarra
- Gary Richrath - chitarra
- Neal Doughty - pianoforte elettrico
- Gregg Philbin - basso, accompagnamento vocale
- Alan Gratzer - batteria, accompagnamento vocale

Down by the Dam
- Mike Murphy - voce solista
- Gary Richrath - chitarra
- Neal Doughty - pianoforte, sintetizzatore
- Gregg Philbin - basso
- Alan Gratzer - batteria

Do Your Best
- Mike Murphy - voce solista, chitarra
- Gary Richrath - chitarra
- Neal Doughty - pianoforte
- Gregg Philbin - basso
- Alan Gratzer - batteria

Wild as the Western Wind
- Gary Richrath - voce solista, chitarra
- Mike Murphy - voce
- Neal Doughty - pianoforte, sintetizzatore
- Gregg Philbin - basso, accompagnamento vocale
- Alan Gratzer - batteria, accompagnamento vocale

They're on the Road
- Mike Murphy - voce solista, chitarra
- Gary Richrath - chitarra, accompagnamento vocale
- Neal Doughty - organo
- Gregg Philbin - basso
- Alan Gratzer - batteria

I'm Feeling Good
- Mike Murphy - voce solista, organo
- Gary Richrath - chitarra
- Neal Doughty - basso
- Gregg Philbin - basso, accompagnamento vocale
- Alan Gratzer - batteria, accompagnamento vocale

Note aggiuntive
- Bill Halverson - Produttore discografico (per la Jordan Productions, Inc.) e ingegnere delle registrazioni
- Registrazioni effettuate al Wally Heider Recording ed al The Record Plant in Los Angeles e Sausalito, California (Stati Uniti)
- Mike Stone - ingegnere delle registrazioni aggiunto
- Austin, Bob, Biff, Gary, Kurt, Peter e Tom - assistenti ingegneri delle registrazioni
- Mastering effettuato al Artisan Sound Recorders
- Jimmy Wachtel - design album
- Lorrie Sullivan - fotografie
- Chip Dodsworth - altre fotografie
- Amanda Flick - grafica aggiunta
- Ringraziamento speciale a: Chris Stone e Gary Kellgren[6]